# Vinton (Iowa)

Vinton na mapie stanu Iowa

Vinton – miasto w stanie Iowa, w hrabstwie Benton, liczące około pięciu tysięcy mieszkańców. Zajmuje powierzchnię ok. 11 km².
Gmina (ang. township) City of Vinton jest oddzielną jednostką, ale jej granice pokrywają się z granicami miasta.
W miejscowości znajduje się szkoła dla dzieci i młodzieży niewidomych i słabo widzących, założona jeszcze w XIX wieku, do której w pierwszej połowie lat 80., XIX wieku uczęszczała Mary Ingalls, siostra i bohaterka powieści Laury Ingalls Wilder.